# I. Bereniké
I. Bereniké (Βερενίκη; i. e. 340 körül – i. e. 279 és 268 között) a ptolemaida kori Egyiptom királynéja, I. Ptolemaiosz felesége.

## Élete
Bereniké eredetileg Eordaeából származott. Antigoné makedón hercegnő lánya volt egy kevéssé ismert makedóniai nemesembertől, Magasztól. Anyai nagyapja, Kasszandrosz Nagy Sándor birodalma régensének, Antipatrosznak volt a testvére.
I. e. 325-ben Bereniké feleségül ment egy kevéssé ismert helyi nemeshez és katonatiszthez, Philipposzhoz. Philipposz korábban már házas volt, és gyerekei is születtek. Berenikének három gyermeke született ebből a házasságából: Magasz kürénéi király, Antigoné, aki Pürrhosz epiruszi királyhoz ment feleségül, és Theoxéna. Magasz egy feliraton említette magát és apját, amikor Apollón papjaként szolgált. Veje, Pürrhosz egy új várost nevezett el anyósáról, Berenicist. Philipposz i. e. 318 körül meghalt.
Első férje halála után Bereniké Egyiptomba ment unokatestvére, Eurüdiké, I. Ptolemaiosz feleségének udvarhölgyeként. Ptolemaiosz, Nagy Sándor egyik hadvezére Egyiptom uralkodója lett és megalapította a ptolemaida dinasztiát.
Bereniké viszonyt kezdett Ptolemaiosszal, majd i. e. 317-ben összeházasodtak. Három gyermekük született, Arszinoé, Philotera és a leendő II. Ptolemaiosz, akit apja örökösének nevezett ki, Eurüdiké gyermekeivel szemben.
Egy beazonosítatlan olimpián Bereniké bajnoki címet szerzett kocsiversenyben (a kor szokásai szerint nem a kocsihajtó, hanem a kocsi tulajdonosa számított bajnoknak).
II. Ptolemaiosz i. e. 284-ban lépett trónra. Uralkodása alatt kikötővárost építtetett a Vörös-tenger partján, és anyjáról Berenikének nevezte el. Feleségül vette testvérét, II. Arszinoét, aki korábban Lüszimakhosz, majd féltestvére, Ptolemaiosz Keraunosz felesége volt.
Berenikét halála után II. Ptolemaiosz, majd IV. Ptolemaiosz isteni ranggal ruházta fel. (Theokritosz, Idillek xv. és xvii.)

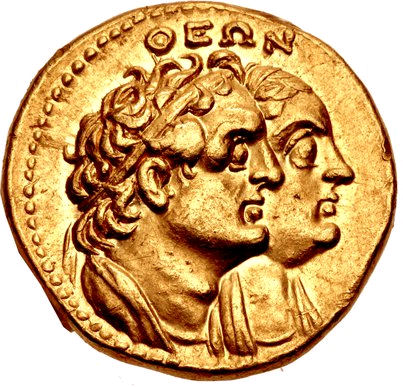
Bereniké második férjével, I. Ptolemaiosszal
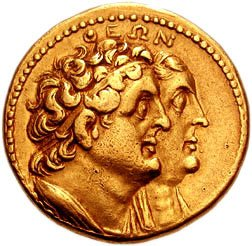
I. Bereniké és I. Ptolemaiosz portréja egy arany oktodrachmán (Alexandria, i. e. 265 körül)

## Fordítás
- Ez a szócikk részben vagy egészben  a   Berenice I of Egypt című angol Wikipédia-szócikk ezen változatának fordításán alapul.  Az eredeti cikk szerkesztőit annak laptörténete sorolja fel. Ez a jelzés csupán a megfogalmazás eredetét és a szerzői jogokat jelzi, nem szolgál a cikkben szereplő információk forrásmegjelöléseként.